# Ogulin
Ogulin este un oraș în cantonul Karlovac, Croația, având o populație de 13.915 locuitori (2011).

## Demografie
Componența etnică a orașului Ogulin
     Croați (80,19%)
     Sârbi (17,72%)
     Necunoscut (1,14%)
     Neclasificat (0,7%)
Componența confesională a orașului Ogulin
     Catolici (78,04%)
     Ortodocși (16,97%)
     Fără religie și atei (2,46%)
     Necunoscută (1,59%)
     Alte religii (0,94%)
Conform recensământului din 2011, orașul Ogulin avea 13.915 locuitori. Din punct de vedere etnic, majoritatea locuitorilor (80,19%) erau croați, cu o minoritate de sârbi (17,72%). Apartenența etnică nu este cunoscută în cazul a 1,14% din locuitori. Din punct de vedere confesional, majoritatea locuitorilor (78,04%) erau catolici, existând și minorități de ortodocși (16,97%) și persoane fără religie și atei (2,46%). Pentru 1,59% din locuitori nu este cunoscută apartenența confesională.